# Marco De Nicolo
Marco De Nicolo (Legnano, 30 settembre 1976) è un tiratore a segno italiano.
Ha partecipato a 6 edizioni dei Giochi olimpici: 2000, 2004, 2008, 2012, 2016 e 2020